# Генрі Філдінг
Генрі Філдінґ (англ. Henry Fielding; 22 квітня 1707 — 8 жовтня 1754) — англійський письменник, видатний представник англійського реалізму XVIII століття, один із засновників європейського реалістичного роману, автор роману «Історія Тома Джонса, найди».

## Життєпис
Народився у родині лейтенанта, який, зрештою, дослужився до генерал-лейтенанта. Мати Філдінґа, котра походила із давнього дворянського роду, померла, коли майбутньому письменникові виповнилося 11 років. Батько одружився вдруге, а Генрі, найстарший з-поміж дванадцяти дітей, став вихованцем Ітонського коледжу, де вельми добре навчався і потоваришував з відомим політичним діячем бароном Літлтоном, який, до того ж, був другом А. Поупа і С. Джонсона. Будучи доволі легковажним молодиком і плекаючи наміри поліпшити своє матеріальне становище вигідним одруженням, Філдінґ, утім, заробляв собі на прожиток компонуванням п'єс. Його тітка, відома письменниця Мері Монтеґю, котра впровадила в Англії щеплення від віспи, заохочувала і підтримувала творчість Філдінґа, і його першу п'єсу «Кохання у кількох масках» («Love in Several Masques») тепло сприйняла публіка у театрі Друрі-Лейн.
У 1728-у Філдінґ став студентом Лейденського університету, вивчав літературу, поглиблював свої знання класичної словесності. Через півтора року повернувся у Лондон і продовжував займатися драматургією. З 1729 до 1737-го Філдінґ написав 25 сатиричних п'єс і фарсів, включаючи дві сценічні постановки Мольєра. 1730 року три п'єси були поставлені у Друрі-Лейн.

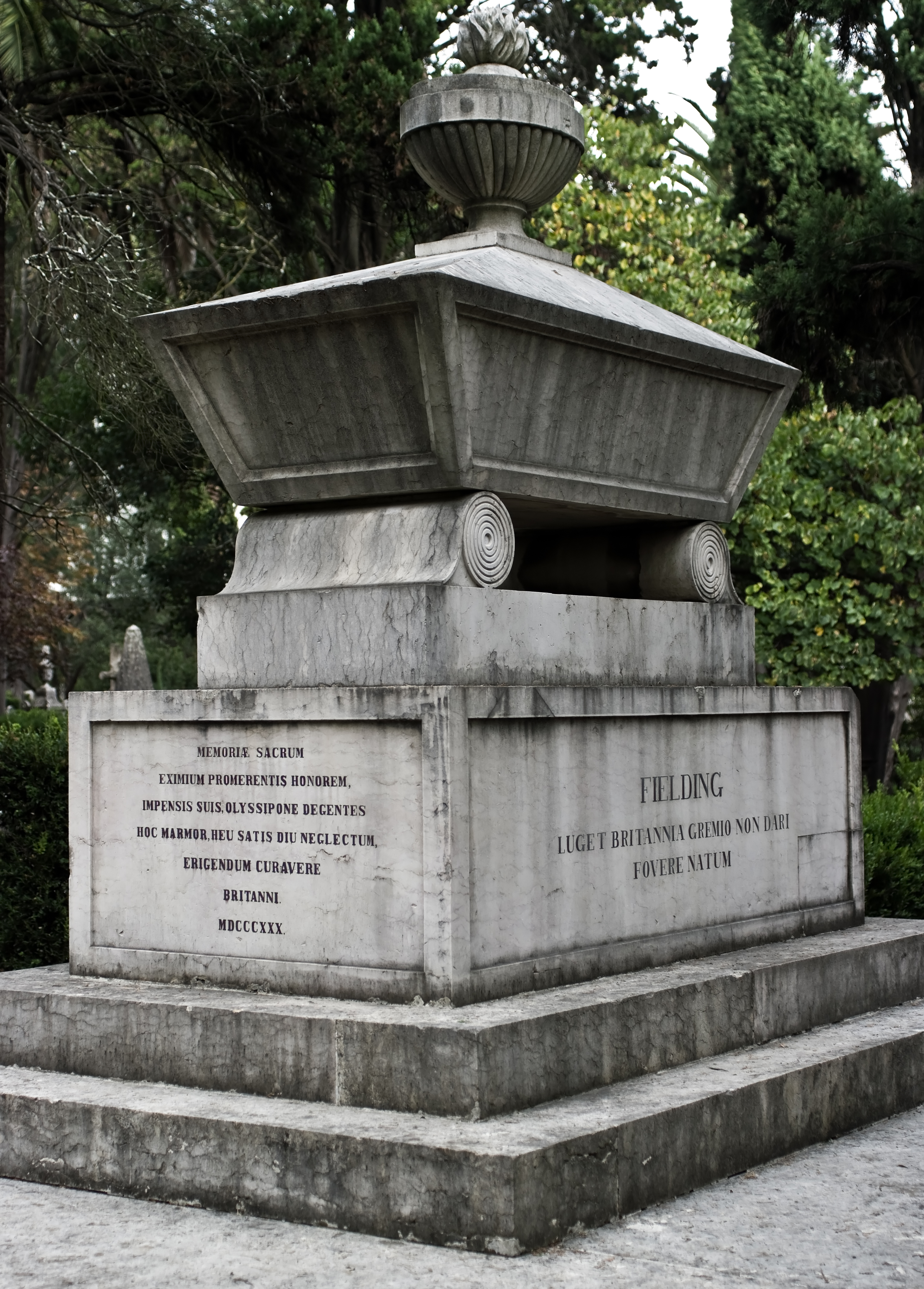
Могила Філдінга у Лісабоні

У 1744 р. померла кохана дружина письменника, потім — старша дочка, а він залишився із двома дітьми. Філдінґ дуже болісно переживав цю втрату і майже нічого не писав, за винятком окремих статей та передмови до роману своєї сестри Сари Фіддінґ «Девід Сімгої». Проте згодом життя письменника знову увійшло у звичне річище, він став постійним кореспондентом двох часописів — «Щирий патріот» та «Якобінський журнал», у 1746 році почав писати роман «Історія Тома Джонса, знайди», a 1747-го шокував своїх знайомих, одружившись зі служницею своєї сестри, Мері Деніел, яка на той час була вже на третьому місяці вагітності. Від цього шлюбу було двоє синів і дочка.
Філдінґ вважається засновником англійського сучасного роману. Сам він означав цей жанр як «комічний епос у прозі».
Відмовившись від епістолярної прози Річардсона, Філдінґ проторував свій оригінальний шлях, створивши дивовижно яскраві життєві характери. Називаючи свої романи наслідуванням Мігеля де Сервантеса, він розкриває багатий внутрішній світ своїх персонажів, зображає динаміку розвитку характеру, змальовуючи звичаї та колорит епохи. Філдінґ називав свої романи історіями. Вже в самому визначенні підкреслювалися еволюція, розвиток, зміна, процес становлення характерів героїв, різних за своїми природними схильностями, проте здебільшого не надто прямодушних, відвертих та щирих. У цих творах немає вдаваності і надуманості, лицемірства і показної красивості.

## Твори

### П'єси
У 1728 з'являється його перша комедія «Кохання у різних масках» («Love in Several Masques»), за якою пішов ряд інших п'єс, всього за проміжок між 1728-им і 1743-им Філдінгом одноосібно або у співпраці з іншими авторами написано 26 творів для сцени, не рахуючи посмертної п'єси «The Fathers, or a Good-natured Man», знайденої Джонсом у 1776 і виданій з прологом і епілогом Гарріка в 1798-му.
П'єси Філдінга, що були здебільшого наслідуваннями Конгріва і Вічерлі, іноді — Мольєра («The Mock Doctor», 1732, «The Miser», 1733), згодом втратили своє художнє значення. Проте соціально-викривальні мотиви та просвітницькі тенденції, що проступають вже в цих ранніх творах Філдінга, дозволяють передбачити в їхньму авторі майбутнього Філдінга-романіста.
Присвячуючи Честерфільду свого «Дон-Кіхота в Англії» («Don Qvixote in England», 1734), Філдінг заявляв, що його завданням було зображення «лих, які накликає на країну загальна корупція». У цілком просвітницькому дусі витримана п'єса «Життя і смерть Здорового Сенсу», що розповідає про боротьбу королеви Здоровий Сенс з кліриками та Законом, які домагаються її смерті, — входить до складу комедії «Пасквін, драматична сатира на сучасність» («Pasquin, a Dramatick Satire on the Times», 1736).

### Романи

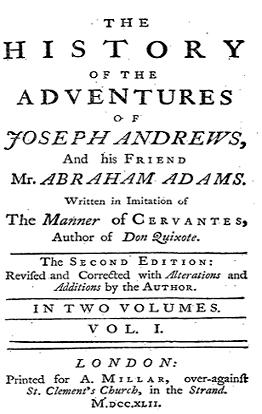
Титульна сторінка «Історії пригод Джозефа Ендрюса і його друга Ейбрахама Адамса»

Широка письменницька популярність Філдінга ґрунтується не на його драматургії і публіцистиці, а винятково на трьох великих його романах: «Історія пригод Джозефа Ендрюса і його друга Абраама Адамса» («The History of the Adventures of Joseph Andrews and of his Friend Mr. Abraham Adams», 1742), «Історія Тома Джонса, найди» («The History of Tom Jones, a Foundling», 1749) та «Емілія» («Amelia», 1751), до яких слід приєднати також його сатиричну повість «Життя Джонатана Вайльда Великого» («The life of Mr. Jonathan Wild the Great», що увійшла до складу збірки «Miscellanies», випущеного Філдінгом в 1743.
Поштовхом до створення «Джозефа Ендрюса» послужила «Памела» Річардсона. Роблячи героєм свого роману уявного брата Памели, що знаходиться, як і вона, в служінні зазнає таких же зазіхань на чесноту, Філдінг отруйно пародіює сентиментально-дидактичний стиль Річардсона. Однак літературно-історичне значення «Джозефа Ендрюса» виходить далеко за межі простої пародії. Вже в цьому романі, написаному майже експромтом, Філдінг усвідомлює і проголошує себе творцем нового літературного жанру — «комічного епосу в прозі, що відрізняється від комедії так само, як серйозний епос відрізняється від трагедії тим, що його дія ширша й більш розгорнута, що він охоплює набагато більш численні і різноманітні характери». Цей новий жанр — справжня реалістична епопея суспільства, — протиставляється ним у рівній мірі бароковому пасторально-історичному роману XVII століття та сентиментально-сімейному роману річардсонівської школи.
Новаторські принципи, намічені вже в «Джозефі Ендрюсі», отримали розгорнуте вираження у шедеврі Філдінга «Томі Джонсі». Вступні теоретико-естетичні глави «Тома Джонса» являють собою справжній маніфест просвітницької естетики. Завдання художника — черпати свій матеріал із «великої книги Природи»; правдиве наслідування природі — єдине джерело естетичної насолоди. Уява письменника має бути суворо замкнуто в межах можливого; «за вкрай рідкісними винятками, найвищим предметом для пера … істориків і поетів є людина» («Том Джонс», книга VIII, 1). Виховно-публіцистичне значення літератури — з точки зору Філдінга — величезна; боротьба з соціальними зловживаннями, з людськими пороками і лицемірством — завдання, яку сам Філдінг ставив собі в кожному своєму романі. Сміх, з його точки зору, одне з найбільш могутніх засобів художника в цій боротьбі.
Проблема людської природи — основна проблема для всього просвітництва XVIII століття — займає центральне місце і
в творчості Філдінга, особливо в «Томі Джонсі», наповнюючи його романи новим морально-філософським змістом.
«Природа людини сама по собі далеко не погана, — говорить один з персонажів Філдінга — погане виховання, погані звички
і звичаї розбещують нашу природу і направляють її до пороку. За порочність нашого світу відповідальні його правителі, в тому числі, я боюся, і духовенство» («Емілія», кн. IX, 5). Таким же просвітницьким оптимізмом дихають і заключні сторінки
бесіди Тома Джонса з Гірничим відлюдником («Том Джонс», кн. VIII, 15), де Том Джонс з усім запалом своєї молодості протиставляє людиноненависництва свого господаря глибоко оптимістичну віру в людську гідність.
Однак, згідно з Філдінгом, чеснота сама по собі так само недостатня, як недостатній розум, відірваний від чесноти. Перемога Тома Джонса над Блайфілом розкривається не тільки як перемога абстрактної Чесноти над абстрактним Пороком, але і як перемога доброго серця (хоча б він і порушив усі правила тогочасної моральності) над однобічністю розсудливості. Ця апеляція від розуму до почуття, від розсудливості до доброго серця у творчості Філдінга вже змушує передчувати майбутню критику суспільства в творах сентименталістів.
«Том Джонс» відзначає собою вершину творчості Філдінга. Наступний, останній, період творчості Філдінга, в центрі якого стоїть «Емілія», характеризується послабленням реалістичного таланту письменника та його сатиричної загостреності.
Якщо в «Томі Джонсі» була укладена лише відома потенційна можливість переходу до сентименталізму, то «Емілія», останній роман Філдінга, показує, що зрушення в цьому напрямку вже встигло реально здійснитися в його творчості. Незважаючи на наявність низки яскравих сатиричних образів (суддя Трашер, місіс Еллісон, безіменний «благородний лорд» та інші), загальний колорит книги різко відрізняється від попередніх романів Філдінга.
Однак вони досягаються, на відміну від «Джозефа Ендрюса» або «Тома Джонса», вже не стільки засобами реалістичної сатири, скільки засобами сентиментально-моралістичної дидактики. Образ розсудливого пастора Гаррісона (певною мірою аналогічний Оллверті «Тома Джонса») висувається на перший план роману, відповідно знижуючи питому вагу образу капітана Бузса — слабкого епігона Тома Джонса. Типово для нового етапу у творчості Філдінга заключне «звернення» Бузса, який дозволив собі сумніватися у всемогутності провидіння (після прочитання у арештному будинку проповідей Барроу). Саме побудова роману суттєво відрізняється від попередніх книг Філдінга; на відміну від «Джозефа Ендрюса» і «Тома Джонса», розгорнута композиція яких давала художнику можливість широкого охоплення дійсності, дія «Емілії» сконцентровано навколо вузького сімейного маленького світу Емілії. Почавши свій творчій шлях із пародії на Річардсона («Джозеф Ендрюс»), Філдінг у «Емілії» помітно наближається до нього. Характерно, що в той час як «Джозеф Ендрюс» і «Том Джонс» засуджувалися за «грубість» і «аморальність», «Емілію» Філдінгу довелося захищати від прямо протилежних звинувачень у надмірній сентиментальності і плоскості (див. «Covent-Garden Journal», 1752).

## Літературний стиль
У той час як Дефо і Річардсон намагалися приховати вигаданий характер своїх творів під прикриттям «мемуарів» і «літературних творів», відповідно, Генрі Філдінг зайняв позицію, яка являла собою якесь нове відхилення в прозової белетристиці, що ні в якій мірі не являє собою зусилля, для того щоб приховати літературні прийоми його романів. Насправді, він був першим великим письменником, який відкрито визнав, що його проза була чистою вигадкою. Крім того, в порівнянні з його головним суперником і сучасником Річардсоном, Філдінг представляє своєму читачеві набагато ширший спектр характерів, узятих із усіх соціальних класів.
Відсутність у Філдінга психологічного реалізму (почуття і емоції його героїв, рідко аналізуються дуже глибоко) можна, мабуть, пробачити, зважаючи на його гострої заклопотаності виявленням універсального порядку речей. Можна стверджувати, що роман «Том Джонс» відображає основні неокласичні погляди автора — характер є щось, чим індивідуум обдарований при народженні, частина природного порядку життя або системи. Персонажі в романах Філдінга також, значною мірою типові, наприклад: Сквайр Вестерн — це типовий грубий і неотесаний сквайр Торі, одержимий лише полюванням на лисиць, випивкою і придбанням нової власності.
Так комічний епос Філдінга, містить цілий ряд прекрасних, але по суті незмінних (статичних) характерів, чиї мотиви і поведінку в значній мірі наперед визначені. У їх зображенні мало емоційної глибини, і складні реалії інтерактивних людських відносин, які є настільки ж невід'ємною частиною сучасного роману, не представляють для Філдінга значною важливості. Можливо, характер, який ми дізнаємося краще за все, є всезнаючий оповідач (тобто Філдінг), чиєю компанією насолоджуються деякі з його читачів.

## Значення
«Комічна епопея» Філдінга мала своїх попередників і в якості іспанського шахрайського роману XVI–XVII століть, і в якості французького «комічного роману» XVII століття. (Сорель, Скаррон, Фюретьєр). Однак нова тематика, введена ними в літературу, — життя плебейських «низів» суспільства, — використовується ними майже незмінно в плані гротеску. У творчості ж Філдінга буржуа входить у літературу в прозовому костюмі містера Оллверті і Тома Джонса, в звичайному вигляді пересічного громадянина Англії XVIII століття.
Недарма у боротьбі за гідність нової тематики й нового «комічно-розповідного» жанру Філдінг, даючи визначення свого «комічного епосу», так наполегливо відмежовує його від бурлеску та карикатури, від усього «абсурдного і жахливого».

## Переклади українською
- Генрі Філдінґ. Історія Тома Джонса, знайди. Том 1. — Навчальна книга - Богдан, 2023. — С. 384. — ISBN 978-966-10-6877-2. (переклала Ірина Кабаль-Бондаренко)
- Генрі Філдінґ. Історія Тома Джонса, знайди. Том 2. — Навчальна книга - Богдан, 2023. — С. 400. — ISBN 978-966-10-6878-9. (переклала Ірина Кабаль-Бондаренко)